# 沈中柱
沈中柱，字右臣，號摩青，浙江嘉興府平湖縣人，明朝政治人物，同進士出身。

## 生平
口吃不能言，熟于左國史漢，尤好管韓为文，纵横捭阖，落筆數千言立就。崇禎十三年（1640年）庚辰科三甲進士，初授江西吉水縣知縣，請减租蠲税，當事者格不行。復邹忠介書院以課士，黄道周以言事下狱，遗書劉彭岫，力救罷歸。後構建懷木菴，奉父隐其中，著有《懷木菴稿》、《問道録》。晚为僧，名行燃，號無諍，往来靈隐、金粟間。